# Veiligheidshuis
Een veiligheidshuis is een fysieke locatie waar verschillende instellingen in een regio of gemeente in Nederland samenwerken aan het terugdringen van overlast, huiselijk geweld en criminaliteit.

## Overzicht
De hulpverlening vanuit een veiligheidshuis is gericht op daders, slachtoffers en andere betrokkenen (zoals bijvoorbeeld gezinsleden, familie of buren). Vaak betreft het daders met meerdere en structurele problemen, voornamelijk op het gebied van werk en inkomen, verslaving of huisvesting. Het doel is om de betrokken personen voor langere periode te begeleiden naar structurele oplossingen en terugval of herhaling te voorkomen.
De reden dat verschillende instellingen bij elkaar in een locatie zijn gaan werken, is om de informatie uitwisseling en communicatie beter te laten verlopen. Elke instantie bood van oudsher alleen haar eigen dienstverlening aan, zonder dat men op de hoogte was van acties van anderen bij dezelfde cliënt. Zo kon het voorkomen dat een persoon meerdere soortgelijke of zelfs tegenstrijdige behandelingen tegelijkertijd onderging.

## Instellingen
De instellingen die betrokken zijn verschillen per regio. Over het algemeen zijn onderstaande instanties minimaal betrokken bij een veiligheidshuis:
- gemeenten
- politie
- Openbaar Ministerie
- Raad voor de Kinderbescherming
- reclasseringsorganisaties
- welzijnsorganisaties

Daarnaast kunnen onderwijs- en zorginstellingen ook betrokken zijn bij deze samenwerking.

## Geïntegreerd Casusoverleg Ondersteunend Systeem
Het Geïntegreerd Casusoverleg Ondersteunend Systeem, beter bekend als GCOS, is een informatiesysteem dat bedoeld is als ondersteuning van de processen in een samenwerkingsverband tussen Nederlandse Veiligheidshuizen.
GCOS slaat beperkte informatie over een casus op:
- informatie over betrokkenen: een individu, gezin of groep
- de locatie van de melding
- de afspraken die betrokken instellingen hebben gemaakt

Informatie over de uitvoering en voortgang van de afspraken leggen de instellingen vast in hun eigen informatiesystemen. De bedoeling is dat GCOS door middel van koppelingen - voor zover de gebruiker daartoe is geautoriseerd - informatie uit de bronsystemen ophaalt en weergeeft.
De eerste versie van GCOS heeft een koppeling met de Gemeentelijke basisadministratie van persoonsgegevens. In volgende opleveringen is men van plan te koppelen met voornamelijk justitiële systemen, zoals die van de politie, het Openbaar Ministerie, de Raad voor de Kinderbescherming, maar ook Bureau Jeugdzorg. Oorspronkelijk was de opdrachtgever de Raad voor de Kinderbescherming, vanwege ondersteuning van informatievoorziening in de zorg voor de jeugd. Het bereik is door het Ministerie van Justitie en Veiligheid uitgebreid, zodat ook de hulpverlening voor meerderjarigen kan worden ondersteund.